# Laila (1958)
Laila är en svensk-tysk dramafilm från 1958 i regi av Rolf Husberg.

## Om filmen
Filmen hade svensk premiär på annandag jul 1958 på biograf Grand i Stockholm. Den har visats vid ett flertal tillfällen i SVT. Filmen baseras på den norske författaren och språkvetaren Jens Andreas Friis roman Fra Finnmarken. Skildringer (Lajla eller skildringar från Finnmarken) som gavs ut 1881. Den har filmats två gånger tidigare. I versionen från 1937 som var en dansk-svensk produktion spelade Aino Taube i titelrollen och filmen regisserades av dansken George Schnéevoigt.

## Rollista i urval
- Erika Remberg – Laila Logje (dubbad till svenska av Mona Malm)
- Edvin Adolphson – Aslak Logje, Lailas fosterfar
- Birger Malmsten – Mellet Omma
- Joachim Hansen – Anders Lind, handelsman i Nordresa (dubbad till svenska av Bengt Blomgren)
- Alfred Maurstad – Jompa, Aslaks vän
- Ann-Marie Gyllenspetz – Inger Lind, Anders syster
- Isa Quensel – Elli Logje, Lailas fostermor
- Sif Ruud – fru Johansson
- Bengt Blomgren – Nielsen, Lailas far
- Anne Blomberg – fru Nielsen, Lailas mor
- Bengt Eklund – Björneberg, nybyggare

I filmen agerade både svenska och tyska skådespelare som talade sitt respektive modersmål. Talet dubbades sedan över till respektive språk. De tyska replikerna översattes till svenska av Ingemar Pallin och sköttes tekniskt av Bengt Blomgren. Det var ursprungligen tänkt att Erikas Rembergs karaktär skulle spelas av Sonja Westerbergh.

## Musik i filmen
- Tryggare kan ingen vara, text Lina Sandell, sång Edvin Adolphson, Isa Quensel, Alfred Maurstad och Gösta Prüzelius som dubbar Ernst Jacobsen
- Den blomstertid nu kommer, text 1694 Israel Kolmodin text 1819 Johan Olof Wallin och text 1979 Britt G. Hallqvist
- Videvisan (Sov, du lilla videung), kompositör Alice Tegnér, text Zacharias Topelius, sång Sonja Westerbergh
- Woj woj (Nu e' jag nog långt ifrån hemmet), sång Alfred Maurstad
- Seventeen (Åh, vilken tjej!), kompositör och text John Young, Jr., Chuck Gorman och Boyd Bennett, svensk text Kaeris, instrumental.
- Boogie-Woogie (Görling), kompositör Miff Görling, instrumental
- Riff, kompositör Gösta Petersson och Håkan Bergström, instrumental
- Destiny (Destiny-valsen), kompositör Sydney Baynes, text Harry Ralton, svensk text Roland Eiworth, instrumental.
- New Century, kompositör Henry Steele, instrumental
- Lyriske stykker, op 43. Til våren, kompositör Edvard Grieg, instrumental